# Powiat Naka (Ibaraki)
Powiat Naka (jap. 那珂郡 Naka-gun) – powiat w Japonii, w prefekturze Ibaraki. Ma powierzchnię 38 km². W 2020 roku mieszkało w nim 37 891 osób, w 15 383 gospodarstwach domowych  (w 2010 roku 37 438 osób, w 14 093 gospodarstwach domowych) .

## Miejscowości
- Tōkai

## Historia[4]

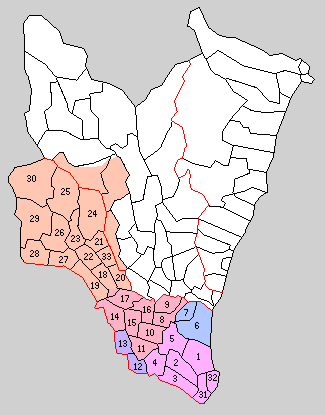
Powiat Naka (1889 r.)

- Powiat został założony 2 grudnia 1878 roku. Wraz z utworzeniem nowego systemu administracyjnego 1 kwietnia 1889 roku powiat Naka został podzielony na 3 miejscowości i 30 wiosek[5].
- 10 czerwca 1934 – wioska Urizura zdobyła status miejscowości. (4 miejscowości, 29 wiosek)
- 1 kwietnia 1938 – wioska Minato zmieniła nazwę na Nakaminato.
- 29 kwietnia 1940 – w wyniku połączenia wsi Katsuta, Nakano i Kawata powstała miejscowość Katsuta. (5 miejscowości, 26 wiosek)
- 8 września 1942 – wioska Sugaya zdobyła status miejscowości. (6 miejscowości, 25 wiosek)
- 1 września 1947 – wioska Yamagata zdobyła status miejscowości. (7 miejscowości, 24 wiosek)
- 30 marca 1954 – wioska Maewatari została podzielona, część została włączona do miejscowości Nakaminato, a część do miejscowości Katsuta. (7 miejscowości, 23 wiosek)
- 31 marca 1954 – w wyniku połączenia miejscowości Nakaminato i Hiraiso utworzyły miasto Nakaminato. (5 miejscowości, 23 wiosek)
- 1 listopada 1954 – miejscowość Katsuta połączyła się z wioską Sano i zdobyła status miasta. (4 miejscowości, 22 wiosek)
- 11 lutego 1955: (4 miejscowości, 21 wiosek)
  - wioska Noguchi została połączona z wioską Isehata (z powiatu Higashiibaraki) tworząc wioskę Gozenyama (w powiecie Higashiibaraki).
  - miejscowość Yamagata łączy się z częścią wsi Morotono (z powiatu Kuji).
- 31 marca 1955: (4 miejscowości, 9 wiosek)
  - w wyniku połączenia wiosek Ishigami i Muramatsu powstała wioska Tōkai.
  - w wyniku połączenia miejscowości Sugaya i wiosek Kanzaki, Nukata, Godai, Toda, Yoshino i Kizaki powstała miejscowość Naka.
  - miejscowość Ōmiya powiększyła się o teren wiosek Tamagawa, Ōga, Ōba, Kamino, części wsi Shizu i części wsi Seki z powiatu Kuji.
  - pozostała część Shizu została złączona do miejscowości Urizura.
  - miejscowość Yamagata powiększyła się o pozostałe części wsi Seki i Shimoogawy (z powiatu Kuji).
- 1 kwietnia 1955 – wioska Yanagawa została włączona do miasta Mito. (4 miejscowości, 8 wiosek)
- 1 lipca 1955 – wioska Shiota została podzielona, część została włączona do miejscowości Ōmiya, a część do miejscowości Yamagata. (4 miejscowości, 7 wiosek)
- 29 września 1956: (4 miejscowości, 4 wioski)
  - w wyniku połączenia wiosek Kose i Yasato powstała wioska Ogawa.
  - w wyniku połączenia wiosek Hizawa i Ryūgō powstała wioska Hizawa-Ryūgō, która tego samego dnia zmieniła nazwę na Miwa.
  - wioska Nagakura została połączona z wioską Gozenyama (z powiatu Higashiibaraki).
- 1 czerwca 1957 – wioska Kunita została włączona do miasta Mito. (4 miejscowości, 3 wioski)
- 16 października 2004 – miejscowość Ōmiya, wioski Miwa i Ogawa połączyły się z miejscowością Yamagata i wioską Gozenyama (z powiatu Higashiibaraki) tworząc miasto Hitachiōmiya. (2 miejscowości, 1 wioska)[6]
- 21 stycznia 2005 – miejscowości Naka i Urizura połączyły się tworząc miasto Naka. (1 wioska)[7]